# Baie de Saint-Brieuc
La baie de Saint-Brieuc est une baie de la Manche bordant une partie du littoral des Côtes-d'Armor en France. Elle s'étend sur 800 km2 entre l'archipel de Bréhat et le cap Fréhel.

## Géographie

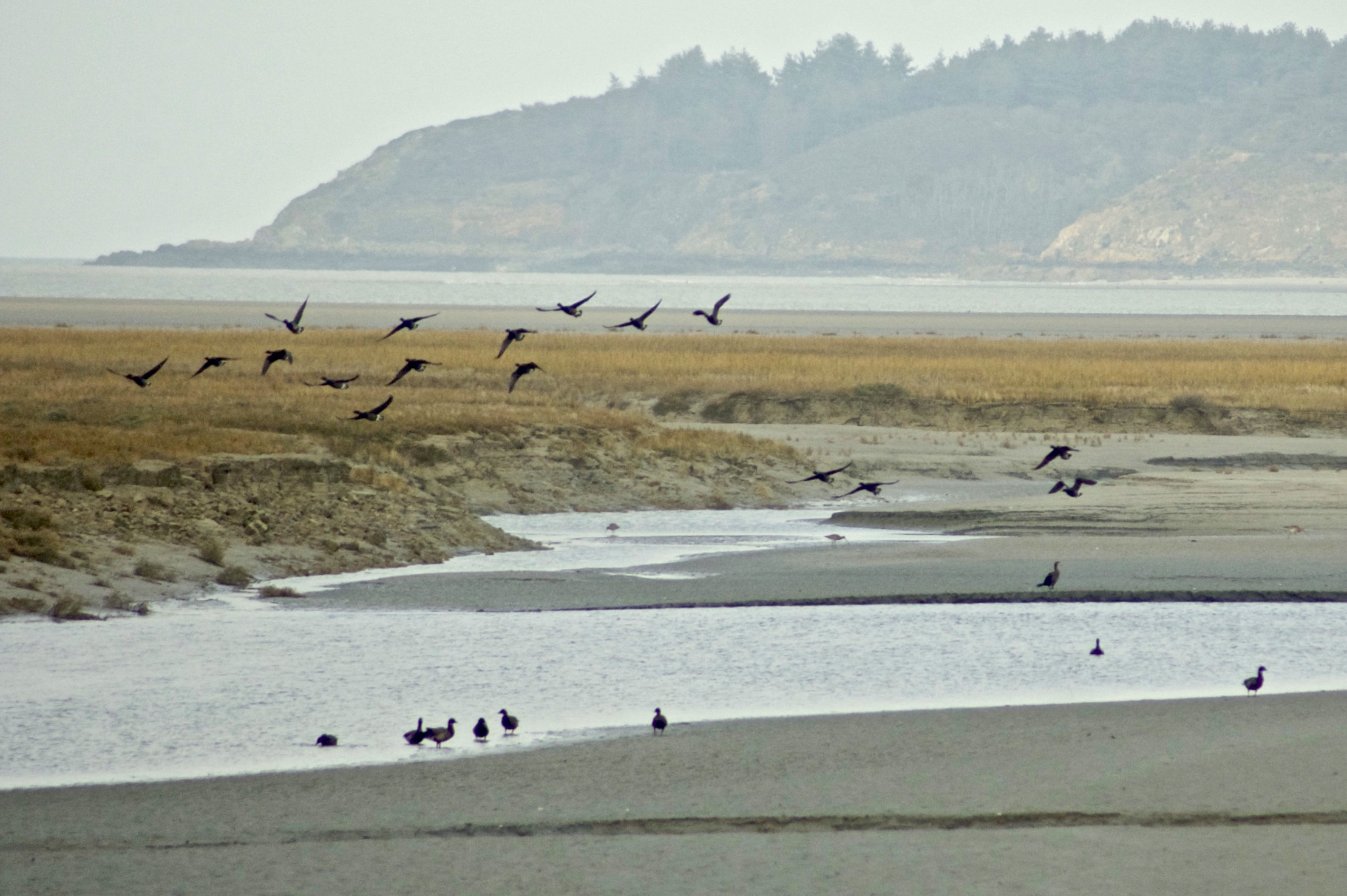
Prés salés à Langueux avec l'embouchure de l'Urne.

La baie de Saint-Brieuc est touristiquement coupée en deux avec à l'Ouest la côte de Goëlo et à l'Est la côte de Penthièvre. Occupant une surface d'environ 800 km2 jusqu'à l'isobathe 30 m, elle est délimitée par l'archipel de Bréhat et le cap Fréhel. Le fond de la baie se scinde en deux anses (l'anse d'Yffiniac, dans laquelle il y a des prés salés, et l'anse de Morieux) qui s'étendent sur 2 900 ha d'estran sableux. Le réseau hydrographique est composé de trois rivières (le Gouët, l'Urne et le Gouessant) débouchant en fond de baie.
Le marnage varie de 4 m en morte-eau à près de 13 m en vive-eau (marnage moyen de 6,5 m), ce qui en fait la cinquième baie au monde pour l'amplitude de ses marées (derrière la baie de Fundy et la baie du Mont-Saint-Michel). Lors de grandes marées, la mer se retire jusqu'à sept kilomètres.

## Faune littorale

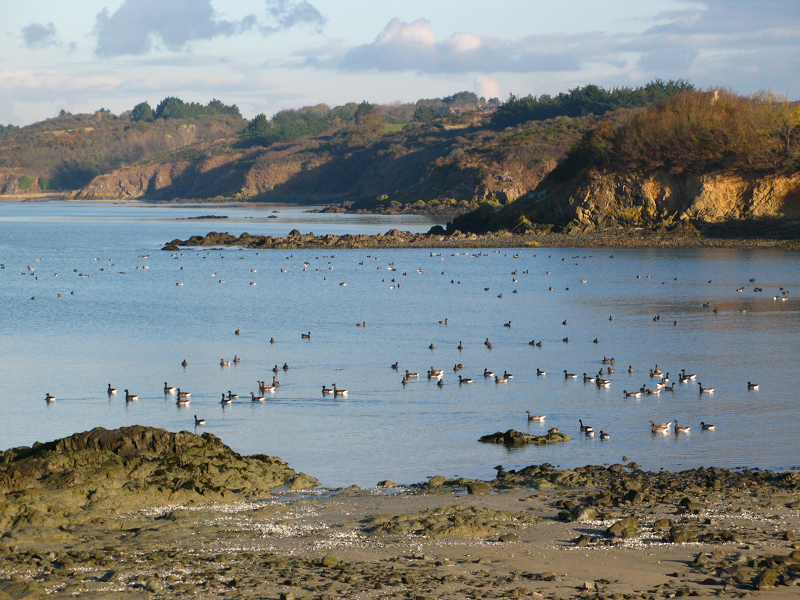
Des bernaches dans la baie.

La Baie de Saint-Brieuc est la plus importante zone de pêche de la coquille Saint-Jacques en France. Le gisement naturel s'étend sur 150 000 hectares ; la pêche y est très réglementée, limitée à deux jours de pêche par semaine et pendant 45 minutes afin de ménager la ressource, laquelle s'est accrue depuis que ces mesures drastiques ont été prises.
Espèce colonisatrice, l'huître creuse Crassostrea gigas a envahi le fond de la baie depuis le début des années 80 (avec des densités pouvant atteindre plusieurs centaines d’huîtres par mètre carré), en raison de différents facteurs (réchauffement climatique, pollution par les nitrates, développement des populations sauvages issues des installations ostréicoles), ce qui pose de multiples problèmes écologiques et économiques (banalisation de la faune littorale, coquilles coupantes dangereuses pour la navigation de plaisance, valorisation peu rentable du fait de la contamination éventuelle ou des coûts élevés de ramassage et de transport),.

## Réserve naturelle
La partie sud de la baie est protégée par une réserve naturelle nationale, la réserve naturelle nationale de la baie de Saint-Brieuc (RNN140) protégée depuis 1998. Elle occupe une surface d’environ 1 140 hectares.

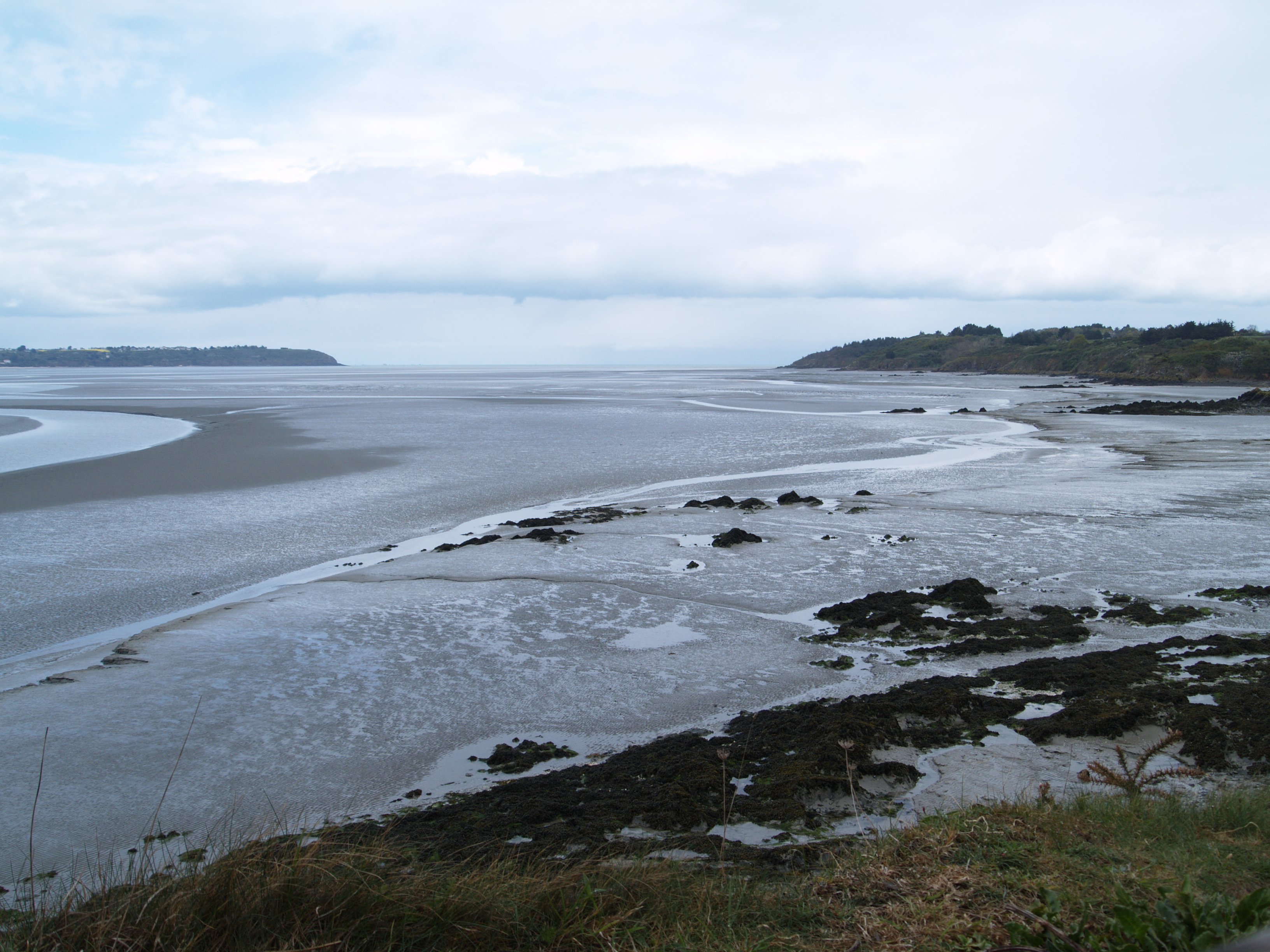
Réserve naturelle nationale de la baie de Saint-Brieuc.

## Parc éolien en mer
Le parc éolien en baie de Saint-Brieuc est mis en service en mai 2024, et comprend à son ouverture soixante-deux éoliennes en mer.

## Pollution aux algues vertes
Les algues vertes (comme toutes les algues) jouent un rôle majeur dans les cycles géobiologiques du carbone et de l'oxygène, mais aussi de l'azote. Les ulves prolifèrent surtout, provoquant des marées vertes, dans des baies à configuration bien particulière (sableuses et en pente douce), où l'eau ne se renouvelle que partiellement d'une marée à l'autre, et qui sont alimentées en eau douce par un ou plusieurs fleuves côtiers chargés en nitrates en raison de la fertilisation excessive des sols et (ou) de l'importance des élevages et de leurs effluents, surtout hors-sol, dans leur bassin-versant ; c'est le cas de la baie de Saint-Brieuc.
Le bassin-versant de la Baie de Saint-Brieuc, d'une superficie de 96 734 hectares, compte 220 000 habitants ; en moyenne de 2002 à 2019, entre avril et octobre, la surface occupée sur l'estran par les algues vertes, a été de 199 hectares.

### Source historique
- Carte marine (manuscrite sur toile) de la baie de Saint-Brieuc, ayant appartenu au capitaine du cutter Le Pluvier en 1862 conservée aux archives départementales d'Ille-et-Vilaine, d'après le Répertoire numérique de la série F, Rennes, 1949.